# Wild Energy
Wild Energy är den ukrainska sångerskan Ruslanas andra engelska album, albumet släpptes i Kanada 2 september 2008 och i Europa 10 oktober. Wild Energy är den engelska versionen av albumet Amazonka.